# Минерал-М
«Минерал-М» — российский многофункциональный радиолокационный корабельный комплекс, предназначенный для освещения морской обстановки, целеуказания ракетным комплексам и управления корабельными группами, оснащёнными аналогичными комплексами. В состав комплекса входят активная и пассивная РЛС загоризонтной дальности, а также станция взаимного обмена информацией.  Серийное производство налажено на калужском приборостроительном заводе «Тайфун».

## Конструкция
В состав комплекса «Минерал-М» входят:
- Aктивная РЛС «Минерал-М1»;
- Пассивная РЛС «Минерал-М2»;
- Станция обмена информацей и управления «Минерал-М3».

## Возможности комплекса
- радиолокационное наблюдение надводной обстановкой
- обнаружение и сопровождение надводных целей
- определение координат и параметров движения сопровождаемых целей
- автоматизированный прием, обработка и отображение информации по надводной обстановке, поступающей от совместимых комплексов
- прием, обработка и отображение информации по надводной обстановке
- управление совместными боевыми действиями кораблей тактической группы
- государственное опознавание сопровождаемых надводных целей с помощью системы радиолокационного опознавания «свой-чужой»
- автоматизированное управление режимами работы в зависимости от тактической обстановки
- автоматизированный контроль работоспособности и поиск неисправностей
- документирование информации по сопровождаемым целям, выработанным решениям, состоянию сопрягаемых систем
- тренировка личного состава при работе по имитированной обстановке

## Тактико-технические характеристики
- Максимальная дальность:
  - Активная РЛС по целям класса эсминец — 250 км[1];
  - Пассивная РЛС по радиоизлучающим целям — 80–450 км (в зависимости от диапазона)[1];
  - Обмен информации с носителями аналогичных комплексов — 30-35 км[1].
- Число сопровождаемых целей:
  - Активная РЛС — 30[1];
  - Пассивная РЛС в режиме обнаружения — 50[1];
  - Пассивная РЛС в режиме целеуказания — 10[1];
  - Станция обмена информацией — 200[1].
- Число взаимодействующих кораблей — до 9[1].
- Диапазон частот:
  - Активная РЛС — I (3–3,75 см)[1];
  - Пассивная РЛС — I (3–3,75 см), G (5–7,5 см), E/F (7,5–15 см), D (15-30 см)[1];
  - Станция обмена информацией — I (3–3,75 см)[1].

## Установки на кораблях
- Малые ракетные корабли проекта 22800
- Ракетные корабли проекта 11661